# Nickey Huntsman
Nickey Huntsman (Colorado Springs, Colorado; 3 de octubre de 1992) es una actriz pornográfica y modelo erótica estadounidense.

## Biografía
Natural de Colorado Springs, asistió al Widefield High School, instituto en el que incentivó sus actividades extraescolares en el teatro, coro, anuario y en el periódico escolar. Tras cumplir los 18 años comenzó una carrera breve como modelo erótica y trabajaba en pequeños proyectos como actriz, hasta que le llegó la oportunidad de entrar en la industria pornográfica. Hizo su debut como actriz en 2012, con apenas 20 años.
Como actriz, ha grabado para productoras como Jules Jordan Video, Evil Angel, Digital Sin, Brazzers, Kink.com, Girlfriends Films, Hustler, Bangbros, Tushy, Naughty America, Reality Kings, Digital Playground o Wicked Pictures, entre otras.
Ha rodado más de 510 películas como actriz.
Algunas películas suyas son Asshole Therapy, Bush League 5, Dare Dorm 30, Gangbang Experience, How I Love My Sister, Lesbian Fashionistas, Next She-Male Idol 9, Squirt Monsters, Strapon Sex Kittens o Three Of Us.

## Premios y nominaciones
| Año  | Ceremonia                   | Resultado | Premio                            | Trabajo        |
| ---- | --------------------------- | --------- | --------------------------------- | -------------- |
| 2016 | Spank Bank Awards           | Nominada  | Fucking Nerd of the Year          | —              |
| 2016 | Spank Bank Awards           | Nominada  | Most Luxurious Labia              | —              |
| 2016 | Spank Bank Awards           | Nominada  | Ravishing Redhead of the Year     | —              |
| 2016 | Spank Bank Awards           | Nominada  | The Girl Next Door... Only Better | —              |
| 2016 | Spank Bank Technical Awards | Ganadora  | Inconspicuous Dominatrix          | —              |
| 2018 | Inked Awards                | Nominada  | Mejor escena lésbica              | Bully Me Bitch |
| 2018 | Spank Bank Awards           | Nominada  | Best 'O' Face                     | —              |
| 2018 | Spank Bank Awards           | Nominada  | POV Perfectionist of the Year     | —              |
| 2018 | Spank Bank Awards           | Nominada  | The Girl Next Door... Only Better | —              |
| 2019 | Spank Bank Awards           | Nominada  | POV Perfectionist of the Year     | —              |
| 2024 | Premios AVN                 | Nominada  | Aparición mainstream del año      | —              |